# ニール・スティーヴンスン
ニール・スティーヴンスン（Neal Stephenson, 1959年10月31日 - ）は、アメリカ合衆国の小説家、SF作家。メリーランド州生まれ。
ポストサイバーパンクのSF作家として知られるが、ワイヤード・マガジン(Wired Magazine)などに技術に関するノンフィクション記事を寄稿しているほか、ブルーオリジン社（小型の準軌道宇宙船を開発する会社）のアドバイザーも行っている。

## 生涯
スティーブンスンはメリーランド州のフォートミードで1959年10月31日に生まれた。元来技術者や研究者の家系だった。父は、電子工学の教授で、父方の祖父は物理学教授であった。母は、生化学の研究室で働いていたことがあり、母の父は生化学の教授でもあった。家族は1960年にイリノイ州のシャンペーンアルバナへ引っ越し、1966年にさらにアイオワ州のエイムズへ引っ越した。1977年にエイムズ高校を卒業した。
その後、ボストン大学に入学し物理学を専門に勉強していたが、地理学の方が大学の大型コンピュータをより長く使えるということを発見し、専門を切り替えた。1981年に地理学と副専門科目の物理で学士号を取得して卒業した。1984年以降、大半を太平洋岸北西部で過ごしていて、現在は家族と一緒にシアトルに住んでいる。

## 作風
スティーブンソンの本は、多数の技術的、社会学的なアイデアを同時に描写する創意に富んだ入念なプロットを持つ傾向がある。このことが他から孤立した中の少しの技術変化や、社会変化にしか焦点を当てない他の主流のSF作家からスティーブンスンを特徴づける。重要なプロットとキャラクターの複雑さとディテールの豊富さとを混ぜて描くことはバロック文学の書き方を連想させ、それを三巻にわたる『The Baroque Cycle』にその全てを注ぎ込んだ。『ダイヤモンド・エイジ』ではシンプルなプロットだが「ネオヴィクトリアン」と呼べるようなキャラクターを特徴としており、ヴィクトリア朝時代の巧妙な言い回しが採用されている。スティーブンスンは認知されるようになるほど、本は長くなっていった。例えばクリプトノミコンはアンティーク家具、靴下について長々としたつやっぽい話を盛り込んでいて、ペーパーバックで1100ページを超える長さになっている。

## 作品リスト

### 長編
- The Big U (1984)：デビュー作
- Zodiac (1988)
- Snow Crash (1992)
  - 『スノウ・クラッシュ』日暮雅通 訳、アスキー出版局、1998年。
  - 早川書房〈ハヤカワ文庫SF〉、2分冊、2001年。新装改版2022年
- The Diamond Age (1995) - 1996年ローカス賞 SF長篇部門、ヒューゴー賞 長編小説部門受賞
  - 『ダイヤモンド・エイジ』日暮雅通 訳、早川書房〈海外SFノヴェルズ〉、2001年。
  - 早川書房〈ハヤカワ文庫SF〉、2分冊、2006年。
- Cryptonomicon (1999) - 2000年ローカス賞 SF長篇部門受賞
  - 『クリプトノミコン』1.チューリング、2.エニグマ、3.アレトゥサ、4.データヘブン（4分冊）
  - 中原尚哉 訳、早川書房〈ハヤカワ文庫SF〉、全て2002年。
- Anathem (2008) - 2009年ローカス賞 SF長篇部門受賞
- The Mongoliad (2010–2012)
- Reamde (2011)
- Seveneves (2015)
  - 『七人のイヴ』日暮雅通 訳、早川書房〈新☆ハヤカワ・SF・シリーズ〉、3分冊、2018年。
  - 早川書房〈ハヤカワ文庫SF〉、2分冊、2020年。
- The Rise and Fall of D.O.D.O. (2017)
- Fall or, Dodge in Hell (2019)
- Termination Shock (2021)
- Polostan (2024)

### The Baroque Cycle
2005年ローカス賞 SF長篇部門受賞
- Quicksilver (volume I of The Baroque Cycle) (2003) - 2004年アーサー・C・クラーク賞受賞
- Confusion (volume II of The Baroque Cycle) (2004)
- The System of the World (volume III of The Baroque Cycle) (2004) - 2005年プロメテウス賞受賞

### Stephen Bury 名義での作品
- Interface (1994)：おじである J. Frederick George との共著
- The Cobweb (1996)：おじである J. Frederick George との共著

### 短編
- 『スピュー』(Spew, 1994)
  - 柴田元幸訳、『ハッカー/13の事件』扶桑社〈扶桑社ミステリー〉(2000）に収録
- 『サモリオンとジェリービーンズ』(The Great Simoleon Caper, 1995)
  - 日暮雅通訳、『S-Fマガジン1999年6月1日第40巻第6号（通巻516号）』早川書房（1999）に収録
  - 日暮雅通訳、『90年代SF傑作選(上)』山岸真編、早川書房〈ハヤカワ文庫SF〉(2002)に収録
- 『「太平洋沿岸の＜部族(トライブ)＞」第三巻(最終巻)よりの抜粋』(Excerpt from the Third and Last Volume of 'Tribes of the Pacific Coast' , 1995)
  - 日暮雅通訳、『S-Fマガジン2003年8月1日第44巻第8号（通巻568号）』早川書房（2003）に収録
- 『ジピと偏執症のソフト』(Jipi and the Paranoid Chip, 1997)
  - 日暮雅通訳、『S-Fマガジン2009年1月1日第50巻第1号（通巻633号）』早川書房（2009）に収録
- 『クランチ』(Crunch, 1998)
  - 村井智之訳、『Disco 2000』サラ・チャンピオン編、アーティストハウス(1999)に収録。『クリプトノミコン 3.アレトゥサ』の中の一章「クランチ」とほぼ同内容
- 『アトモスフェラ・インコグニタ』(Atmosphæra Incognita, 2013)
  - 日暮雅通訳、『S-Fマガジン2019年4月1日第60巻第2号（通巻732）』早川書房（2019）に収録

### ノンフィクション・エッセイなど
- Smiley's people (1993)
- In the Kingdom of Mao Bell (1994)
- Mother Earth Mother Board (1996)
- 『テクノロジーの世界に遊ぶ』(Cyber-Noir?, 1996) interviewed by David V. Barrett
  - 日暮雅通訳、「S-Fマガジン」2002年3月号収録、早川書房
- 『グローバル・ネイバーフッド・ウォッチ グローバル・ヴィレッジにおけるストリート犯罪を止める方法』(Global Neighborthood Watch: Stopping street crime in the global village, 1998)
  - 日暮雅通訳、『ユリイカ　特集 ニール・スティーヴンスン』2002年10月号収録、青土社
- 『太初にコマンド・ラインありき』(In The Beginning...Was The Command Line, 1999)
  - 伊東奈美子・坂和敏訳、『週刊アスキー』2000年3月1日号〜2000年5月24日号にて連載
- 『クリプトマンサー、語る』(Cryptomancer, 1999)
  - 日暮雅通訳、「ユリイカ 特集」2002年10月号収録
- 『コミュニケーション補綴(ほてつ)具 果たして脅威の存在か』(Communications Prosthetics: Threat, or Menace?, 2001)
  - 日暮雅通訳、「S-Fマガジン」2002年3月号収録
- 『ニール・スティーヴンスンインタビュウ』(A Talk with Neal Stephenson)
  - 川口晃太朗訳、「S-Fマガジン」2002年7月号収録
- Clearing Up The Confusion
  - 脱サイバーパンクの小説家ニール・スティーブンスン、新作のテーマは金融(上)
  - 脱サイバーパンクの小説家ニール・スティーブンスン、新作のテーマは金融(下)
- Turn On, Tune In, Veg Out (2005)
- It's All Geek To Me (2007)

## 映像化

### テレビドラマ
『Seveneves』
レジェンダリーがドラマシリーズを製作。アリソン・フリードマンが製作総指揮を務める。